# Curtiss P-40 Warhawk
Curtiss P-40 Warhawk je bil ameriški lovec druge svetovne vojne.
V napadu na Pearl Harbor so s P-40 sestrelili nekaj japonskih letal. Pozneje so ga opremili z dodatnim rezervoarjem za gorivo, z oklepno kabino za pilota in z neprebojnim steklom. Dobil je tudi močnejšo oborožitev s šestimi .50" strojnicami, strelna moč je bila enaka kot pri F6F Hellcatu in F4U Corsairju.
Letala niso uvrščali v "prvo ligo" lovskih letal, tu je delil podobno usodo z britanskim Hurricanom. Vzpenjalo se je počasi, tudi ni bilo posebno hitro, okretnost pa zelo dobra. Delal je lahko izredno ostre zavoje, sodčke pa kot za stavo. Njegova glavna slabost je bil slaboten (nikakor pa ne slab) Allisonov motor, ki je sicer imel superpolnilec, a s samo eno hitrostjo in z enim tlakom polnjenja. Nad 4.500 m je bil zato ta motor "zelo astmatičen" in P-40 tudi neprimeren za spremljavo visokoletečih bombnikov. Ravno iz tega razloga so ta motor, ki je bil vgrajen tudi v Bellove P-39 Airacobre in v prve verzije P-51 Mustangov A in v začetku enačico B, tudi zamenjali za boljši R-R Merlin. Britanci so P-40 dali svoje ime Tomahawk in pozneje Kittyhawk. P-40 so Britanci uporabljali le na bojiščih severne Afrike in bližnjega vzhoda v okviru Desert Air Force (DAF) tam so se boji odvijali na manjših višinah. Z dobrim pilotom se je enakovredno kosal z nemškim Bf 109E. "Zvezda Afrike", "Jochen" Marseille je dosegel 101 zmago od 158 ravno nad P-40 Desert Air Forcea. To je pozneje opravičeval avstralski letalski as Clive Robertson "Killer" Caldwell s tem, da so bili piloti teh P-40 neizkušeni, niso obvladali tega lovca in uporabljali zastarelo taktiko še iz 1. SV. Caldwell je s P-40 dosegel kar 22 zmag in je bil tudi najuspešnejši pilot tega tipa letala sploh. Preostale 6½ zmage je Caldwell pozneje dosegel s Spitfirom na bojiščih v JZ Pacifiku nad Japonci. 
P-40 je bilo izredno trdoživo letalo, saj je preneslo prav neverjetne poškodbe in se potem še lahko vrnilo na domače letališče. Caldwella sta 29. avgusta 1941 na severnoafriškem bojišču hkrati napadla dva Bf 109E in ga ranila v roko. Kljub ranam in zadetemu letalu, je Caldwell po hitrem postopku sestrelil spremljevalca in nato napadel in močno poškodoval še drugega Bf 109E, z letalskim asom Schröerjem za krmili. Ta se je moral umakniti. S tega poleta se je Caldwell vrnil s P-40, ki ga je zadelo prek 100 krogel strojnic in pet granat 20 mm topov obeh nemških Bf 109E. Na pacifiškem bojišču sta dva avstralska P-40 med bojem trčila med seboj, enemu je manjkala četrtina levega krila s krilcem vred. Pilot je lahko preletel še ~200 milj (>320 km) do domačega oporišča in tudi brezhibno pristal - glej sliko desno. Krilo P-40 je imelo kar pet (5) vzdolžnih nosilcev namesto običajnih dveh. Bilo je eno redkih ameriških lovskih letal v 2. SV, ki je kljub slabotnemu motorju, v strmoglavem letu lahko preseglo hitrost 800 km/h (na merilniku hitrosti je imel rdečo črto - omejitev - pri 520 mph). Na ta način so se lahko še kar uspešno izmikali Zerom, ne pa tudi Bf 109 v severni Afriki.
Letalo bi bilo veliko uspešnejše, če bi le imelo nekaj močnejši motor. Z enakim motorjem, a s turbopolnilnikom, je bil dvomotorni P-38 Lightning odlično in zelo hitro letalo. Tako pa je P-40 delil žalostno usodo z britanskim Hurricanom. Oba so skoraj hkrati prenehali izdelovati - Hurricana julija 1944 in P-40 novembra istega leta. Skupaj so izdelali 13.738 primerkov P-40 vseh različic.
To letalo so Američani prodali tudi Kitajcem, ko so Japonci napadli Kitajsko. V sklopu 1stAVG (American Volunteer Group), bolj znanim kot "Leteči tigri" ("Flying Tigers"), je tam s P-40 letel poznejši letalski as Marinskega zbora Gregory "Pappy" Boyington. Tem ameriškim (od generalisima Čangkajška dobro plačanim) "prostovoljcem" je poveljeval Boyingtonov "dober prijatelj", polkovnik (pozneje general) armadnega letalstva, Claire L. Chennault.
Sovjetska Zveza je med leti 1941 in 1944 v okviru Zakona o posojilu in najemu skupno dobila 2425 primerkov Curtiss P-40 Tomahawk in Kittyhawk. Tomahawk je bil znotraj programa prvo dobavljeni ameriški lovec.
Danes so ohranjeni P-40 izredno cenjena veteranska vojna letala.
Uporabniki
 Avstralija
 Brazilija
 Kanada
 Republika Kitajska
 Egipt
 Finska
 Francija
 Indonezija
 Japonska
 Nizozemska
 Nova Zelandija
 Filipini
 Poljska
 Republika Južna Afrika
 Sovjetska zveza
 Turčija
 Združeno kraljestvo
 Združene države Amerike